# Li Zhuozhuo
Li Zhuozhuo, Lai Cheuk-Cheuk ou Lai Cho-Cho, née le 22 mai 1905 et morte le 15 mai 1990, est une actrice hongkongaise ayant joué dans plus de 170 films au cours d'une longue carrière s'étant déroulée de 1932 à 1980, d'abord dans le cadre du cinéma de Shanghai (où elle tourne plusieurs films aux côtés de Chen Yanyan), puis dans celui du cinéma de Hong Kong.

## Filmographie
- 1932 : Trois Femmes modernes
- 1957 : The Splendour of Youth
- 1970 : Heads for Sale : Madame Hua
- 1979 : The Secret